# Турнир памяти Ованеса Саакяна
Турнир памяти Ованеса Саакяна — международный мужской турнир по вольной борьбе имени Ованеса Саакяна, ежегодно проводящийся в Харькове.

## История
Турнир традиционно проходит весной, на Украине, в столице Харьковской области городе Харьков. Был основан в 1972 году, в честь мастера спорта СССР Ованеса Саакяна, трагически погибшего годом ранее. Организаторами турнира выступили друзья и тренер погибшего борца. Турнир является одним из четырёх турниров на Украине, где победители турнира получают звания мастера спорта. Проходит мероприятие при поддержке Союза армян Украины, Харьковской областной общественной организации «Спортивная федерация вольной борьбы», а также Харьковской областной и городской администраций.